# Kościół św. Marcina w Zwierniku
Kościół św. Marcina w Zwierniku – rzymskokatolicki kościół parafialny pw. św. Marcina Biskupa, wybudowany w 1664 w Padwi Narodowej, a przeniesiony w latach 1885-91 do Zwiernika.

## Historia
Drewniany kościół w Zwierniku, który powstał około 1470 uległ zniszczeniu w 1880 w wyniku pożaru. Planowano budowę nowej świątyni, podjęto jednak decyzję o przeniesieniu do Zwiernika drewnianego kościoła z 1664 z Padwi Narodowej. Prace związane z realizacją przedsięwzięcia trwały w latach 1885-91. Powstała budowla miała odmienną bryłę niż oryginał. Kościół remontowano w 1910, 1965 i 1982. W latach 1994-96 dostawiono do korpusu od strony zachodniej wieżę projektu Juliana Klimka z Krakowa.

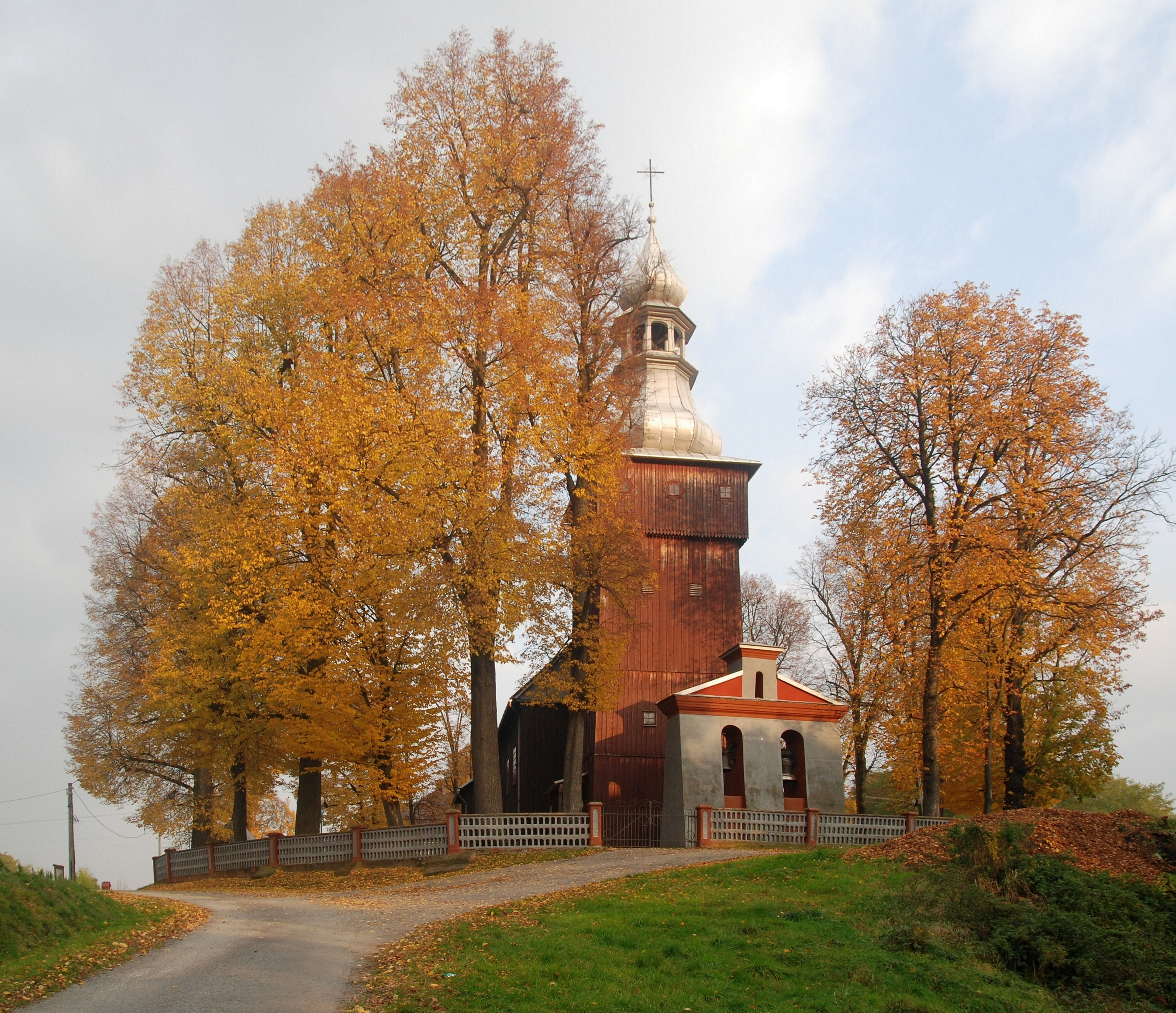
Widok od frontu
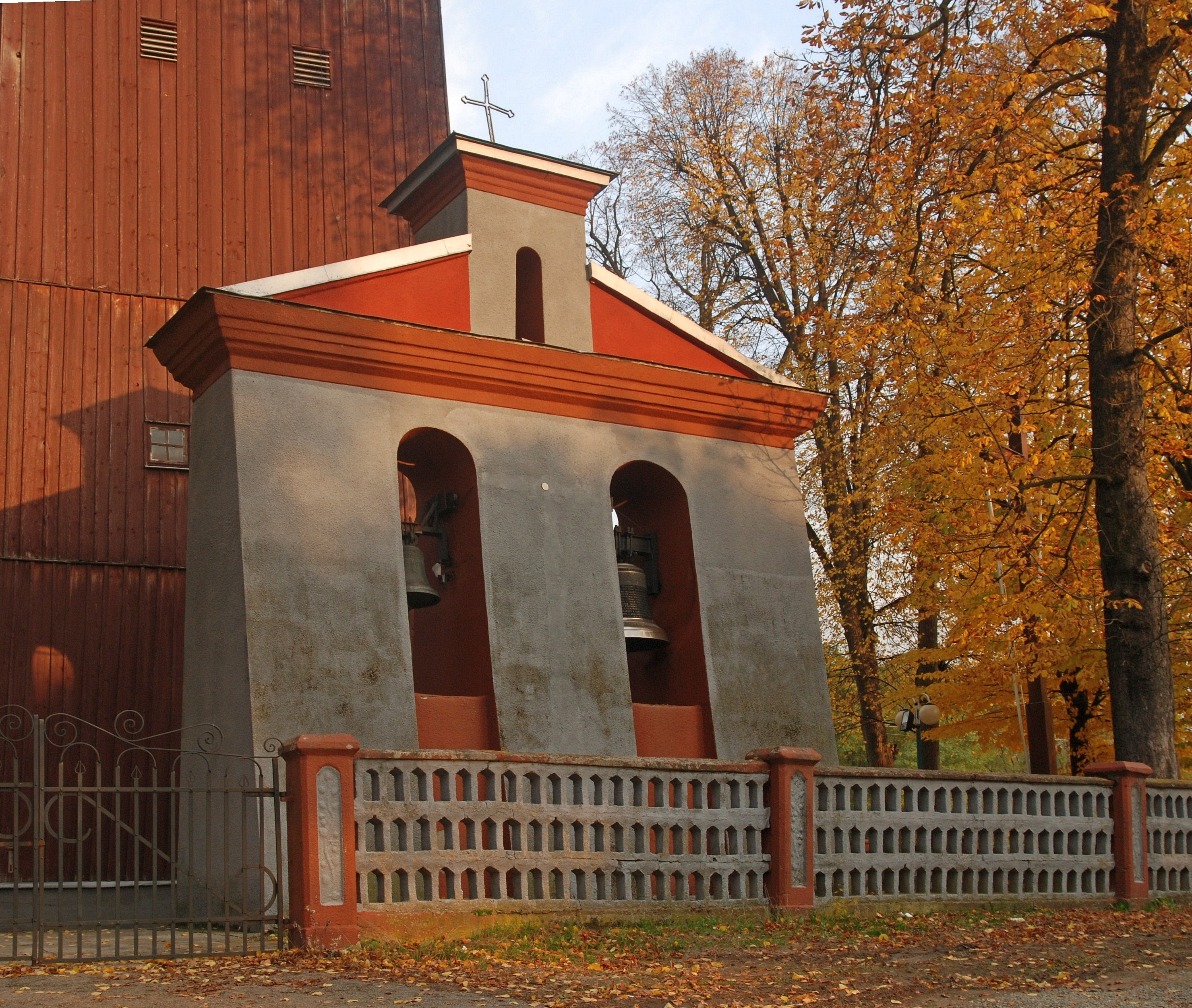
Dzwonnica
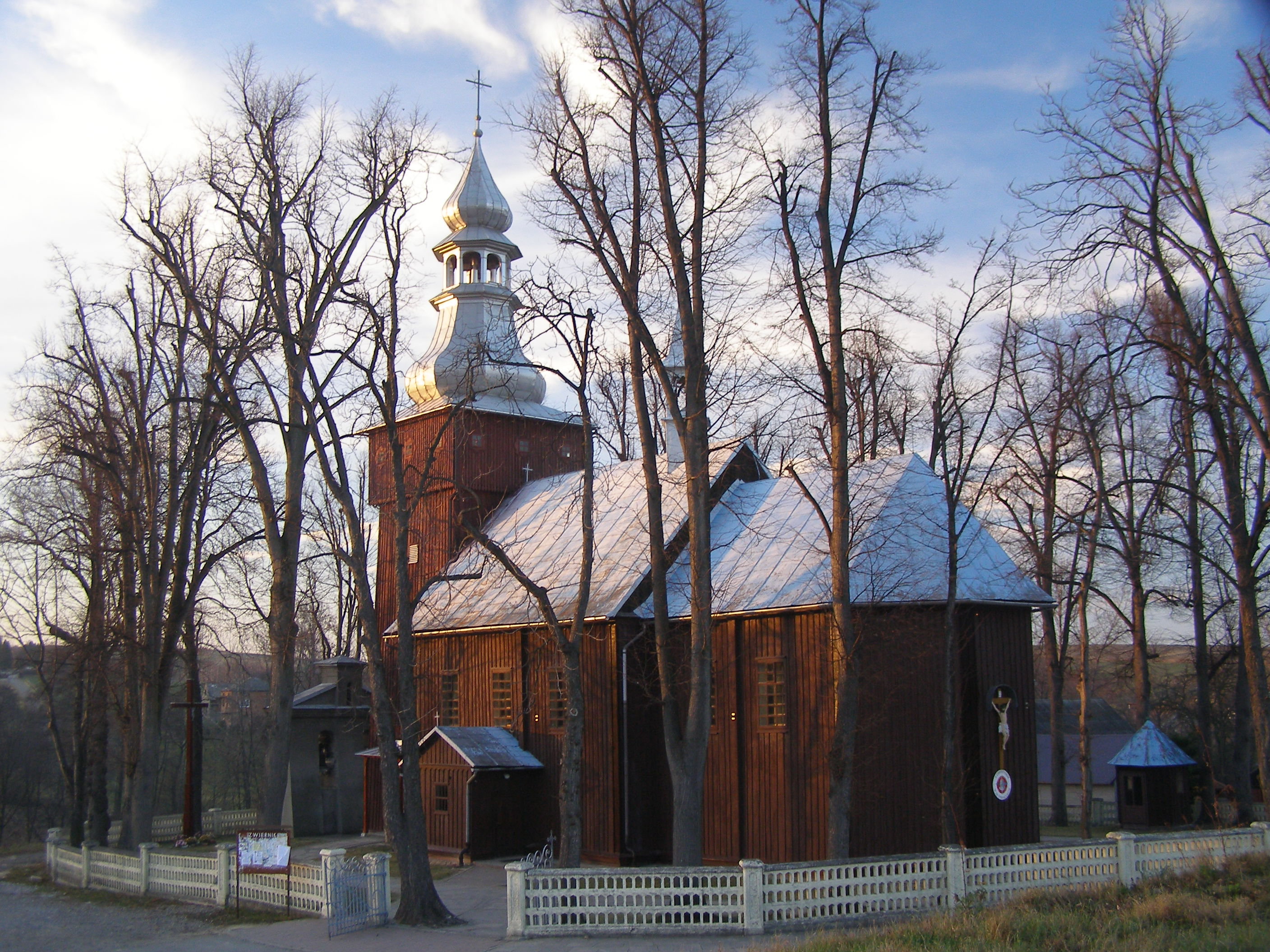
2006

## Architektura i wyposażenie
Jest to budowla drewniana konstrukcji zrębowej z węgłami wiązanymi w jaskółczy ogon, na kamiennej podmurówce, trójdzielna, orientowana. Do trójbocznie zamkniętego prezbiterium z zakrystią od północy, przylega szersza nawa z niedużą kruchtą do południa, a do niej wieża z kruchtą w przyziemiu. Wieża konstrukcji słupowej zwieńczona jest cebulastym hełmem z latarnią. Blaszane dachy dwuspadowe z umieszczoną nad nawą czworoboczną wieżyczką na sygnaturkę. Ściany pionowo oszalowane deskami z listwowaniem.
Wnętrze nakryte stropem płaskim. Na suficie i ścianach polichromia figuralna i ornamentalna w stylu secesyjnym autorstwa Stanisława Gucwy z 1910. W przejściach drewniane portale uszakowe z XVII w. Wyposażenie: w prezbiterium wielopłaszczyznowy ołtarz główny z połowy XVIII w. z Grupą Ukrzyżowania w polu środkowym; w nawie dwa ołtarze boczne: prawy z łaskami słynącym obrazem Św. Anna Samotrzeć z XVII w. pochodzący z dawnego dworskiego kościoła św. Anny i lewy neogotycki, ofiarowany do kościoła w 1889 z katedry tarnowskiej z obrazem Adoracja Najświętszej Marii Panny z początku XIX w.; barokowa chrzcielnica z 1708; eklektyczna ambona.  W sanktuarium ciekawy obraz św. Bogumiła z dzikiem. 

## Otoczenie
Teren kościoła otoczony ogrodzeniem z betonowych elementów. Od strony zachodniej w ogrodzeniu niewielka murowana dzwonnica parawanowa dwuarkadowa z XIX w. z trzema dzwonami. Jeden z pochodzący z 1701 z reliefami Ukrzyżowania i MB z dzieciątkiem fundacji proboszcza zwiernickiego i dwa pozostałe odlane w 1929.

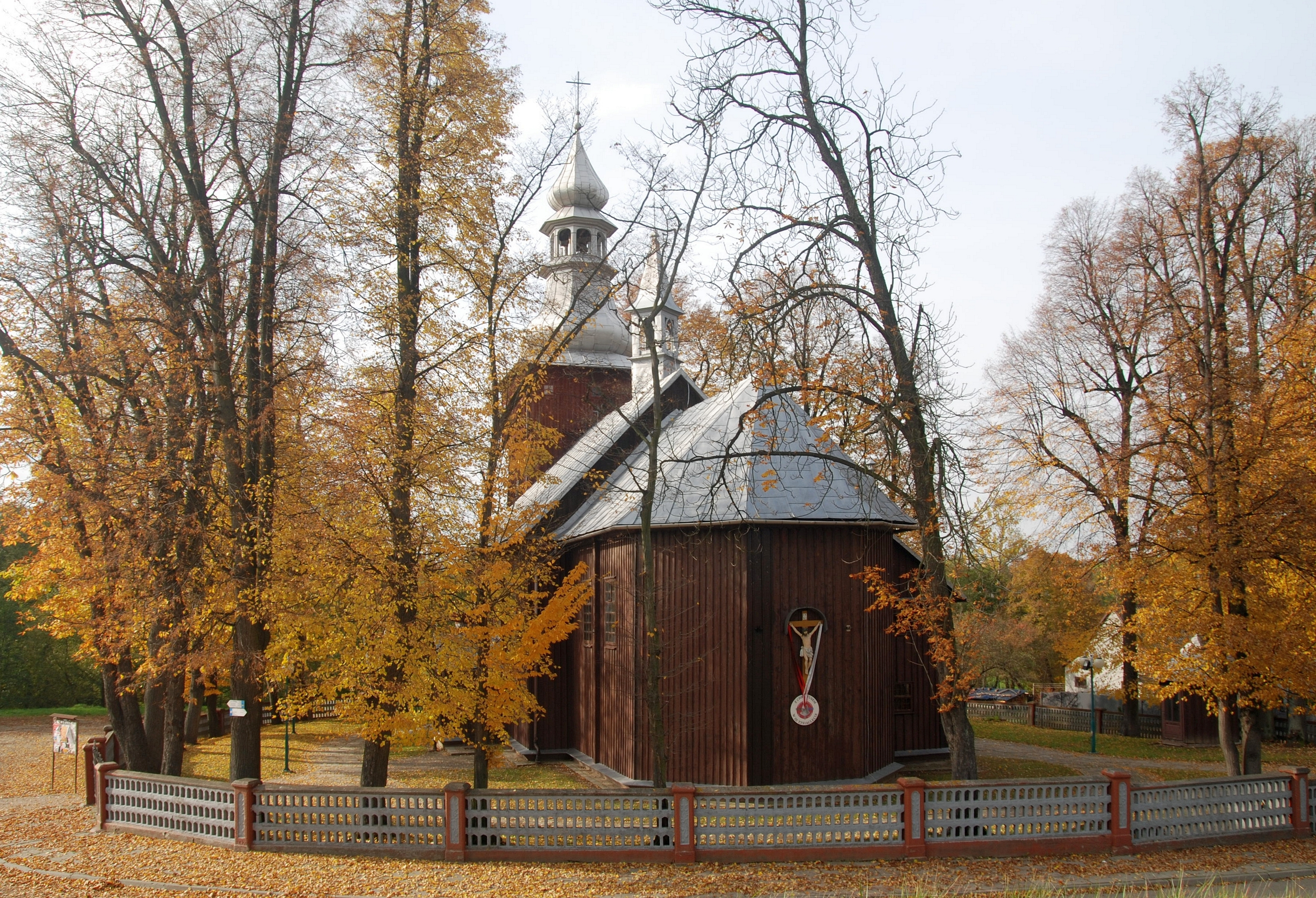
Widok od prezbiterium
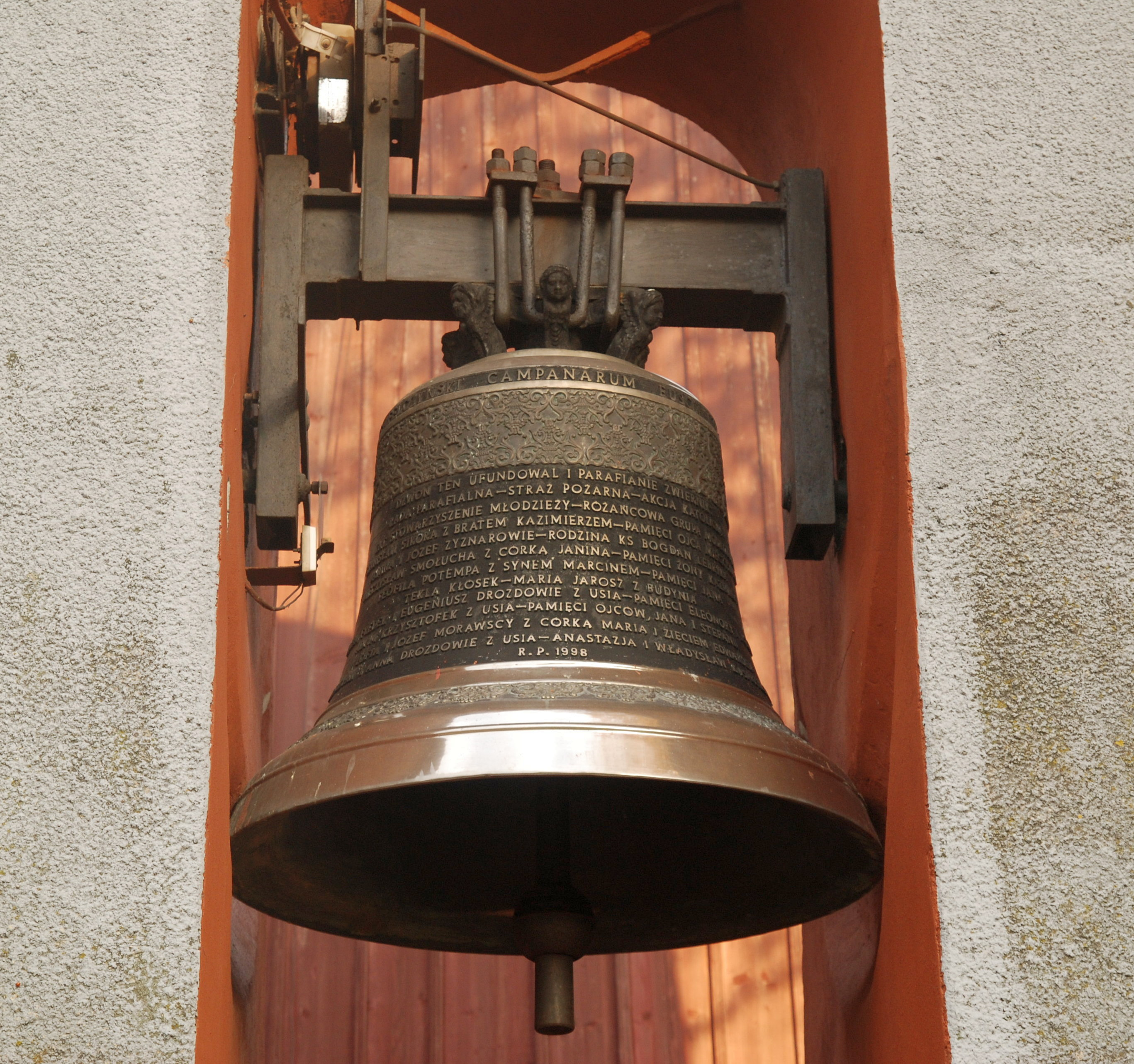
Dzwonnica
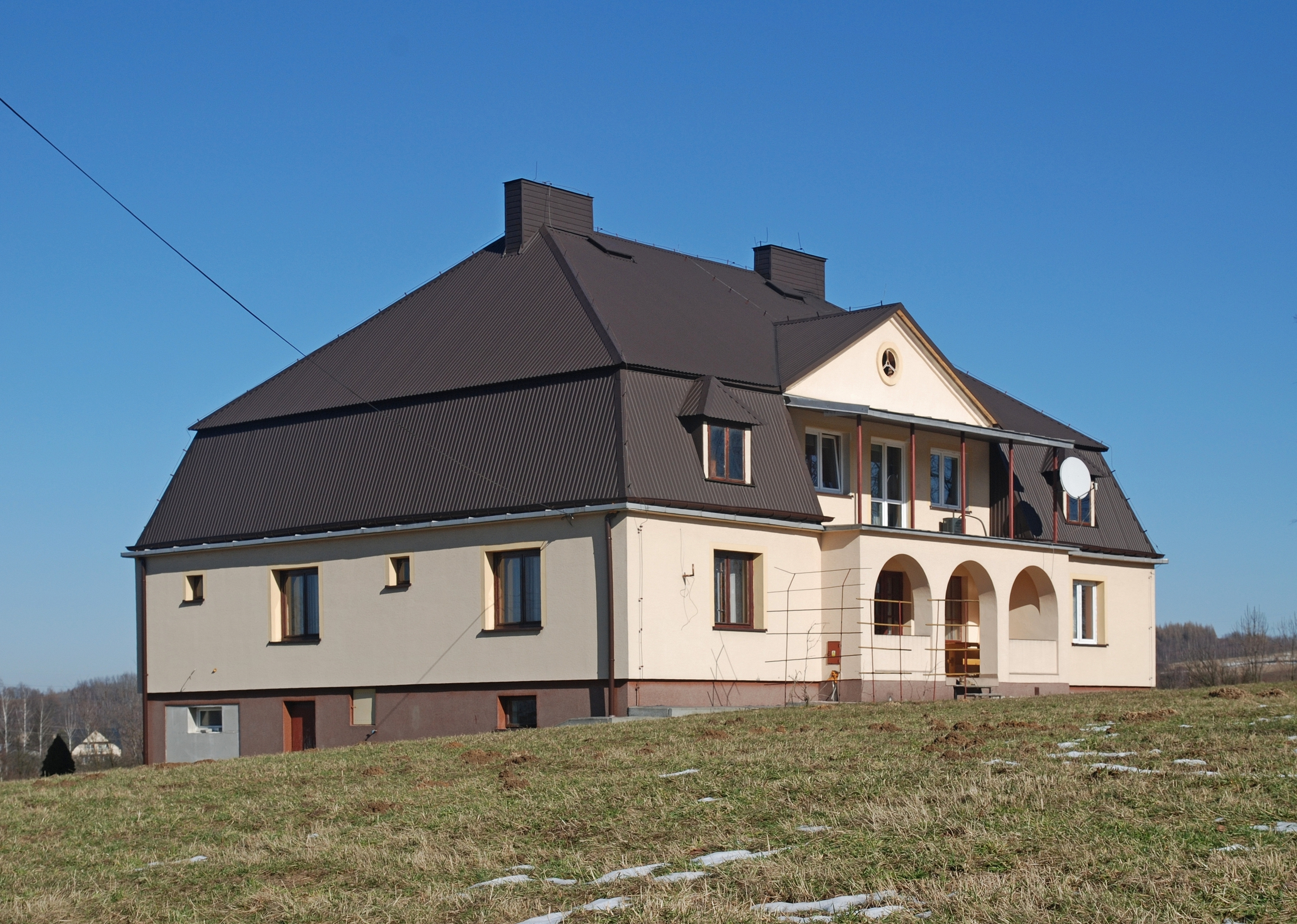
Otoczenie: plebania